# Slavko Milošević
Slavko Milošević (Belgrado, 14 dicembre 1908 – 17 giugno 1990) è stato un calciatore e allenatore di calcio jugoslavo, di ruolo attaccante.